# Ação (psicologia)
Ação designa em psicologia o conjunto de formas de comportamento que são realizados de maneira voluntária, deliberada ou intencional, podendo partir do arbítrio. Uma ação diferencia-se assim das formas de comportamento involuntário como os reflexos, se bem que essa diferença seja na prática menos clara do que na teoria.

## Características da ação
A ação, enquanto comportamento voluntário, apresenta uma série de características:
a. Processo de escolha e decisão - o indivíduo tem de escolher entre uma série de possibilidades aquela que ele quer realizar;
b. Latência - uma vez feita a escolha, o indivíduo pode determinar o momento (imediatamente ou mais tarde) em que dará início à ação;
c. Intensidade - uma vez iniciada, pode a ação ser realizada com diferente empenho, energia ou intensidade;
d. Persistência - uma vez iniciada, uma ação pode chegar ao fim de duas maneiras: ou ela atinge seu objetivo ou o indivíduo desiste do desejo de realizar tal objetivo.